# Земфира.Live
«Земфира.Live» — первый концертный альбом Земфиры, выпущенный в 2006 году. Альбом был записан в ходе турне в поддержку альбома «Вендетта». Был распродан тиражом в 150 000 копий.

## Об альбоме
Альбом является первой в дискографии певицы концертной пластинкой, в которую вошли 10 треков – 10 песен разных лет, отражающих творческий путь певицы, от дебютной пластинки «Земфира» до «Вендетты». В пластинку также вошла композиция «Любовь как случайная смерть», ставшая саундтреком к кинофильму «Богиня: как я полюбила» (и не входившая ранее в официальную номерную дискографию певицы). «Земфира.Live» вышел на лейбле «Мистерия Звука», издатели: Первый канал и REAL Records при поддержке Нашего Радио.

## Список композиций
Слова и музыка всех песен — Земфиры Рамазановой.
| №                   | Название                      | Длительность |
| ------------------- | ----------------------------- | ------------ |
| 1.                  | «Самолёт»                     | 3:00         |
| 2.                  | «Любовь как случайная смерть» | 4:44         |
| 3.                  | «Блюз»                        | 3:16         |
| 4.                  | «Повесица»                    | 4:50         |
| 5.                  | «Ариведерчи»                  | 3:58         |
| 6.                  | «Дай мне руку (я пожму её)»   | 3:38         |
| 7.                  | «ПММЛ»                        | 4:24         |
| 8.                  | «Главное»                     | 3:32         |
| 9.                  | «Мечтой»                      | 2:55         |
| 10.                 | «∞»                           | 3:48         |
| Общая длительность: | Общая длительность:           | 38:05        |

## Рецензии
Изначально после релиза прошлогоднего альбома «Вендетта» анонсировался сборник би-сайдов и ауттейков — то есть материала, в него не вошедшего. Но не сложилось. В качестве замены — этот вот концертный альбом, записанный в ходе турне в поддержку «Вендетты» со следующим составом: Корней (бас, гитара), Борис Лифшиц (барабаны), Андрей Звонков (гитара). После турне эти люди были выставлены певицей за дверь, равно как и все предыдущие аккомпанирующие составы. Господа Лифшиц и Звонков сейчас успешно трудятся в составе группы «Би-2», Корнея автор этих строк в последний раз видел аккомпанирующим певице Маре. Таким образом, «Live» как минимум документирует очередной закончившийся этап в биографии Земфиры, а как максимум — фиксирует недолгое существование одного из самых мощных концертных составов в отечественном рок-н-ролле.— Борис Барабанов.

## Список музыкантов
- Земфира — вокал, клавиши
- Владимир Корниенко (Корней) — бас-гитара, бэк-вокал
- Андрей Звонков — гитара
- Борис Лифшиц — барабаны
- Николай Козырев — звук, запись, сведение
- Александр Кондратьев — инженер сцены
- Андрей Кизько — инженер сцены
- Борис Назаров — мастеринг
- Владимир Скрипаков — организация процесса